# Heinrich Reiche

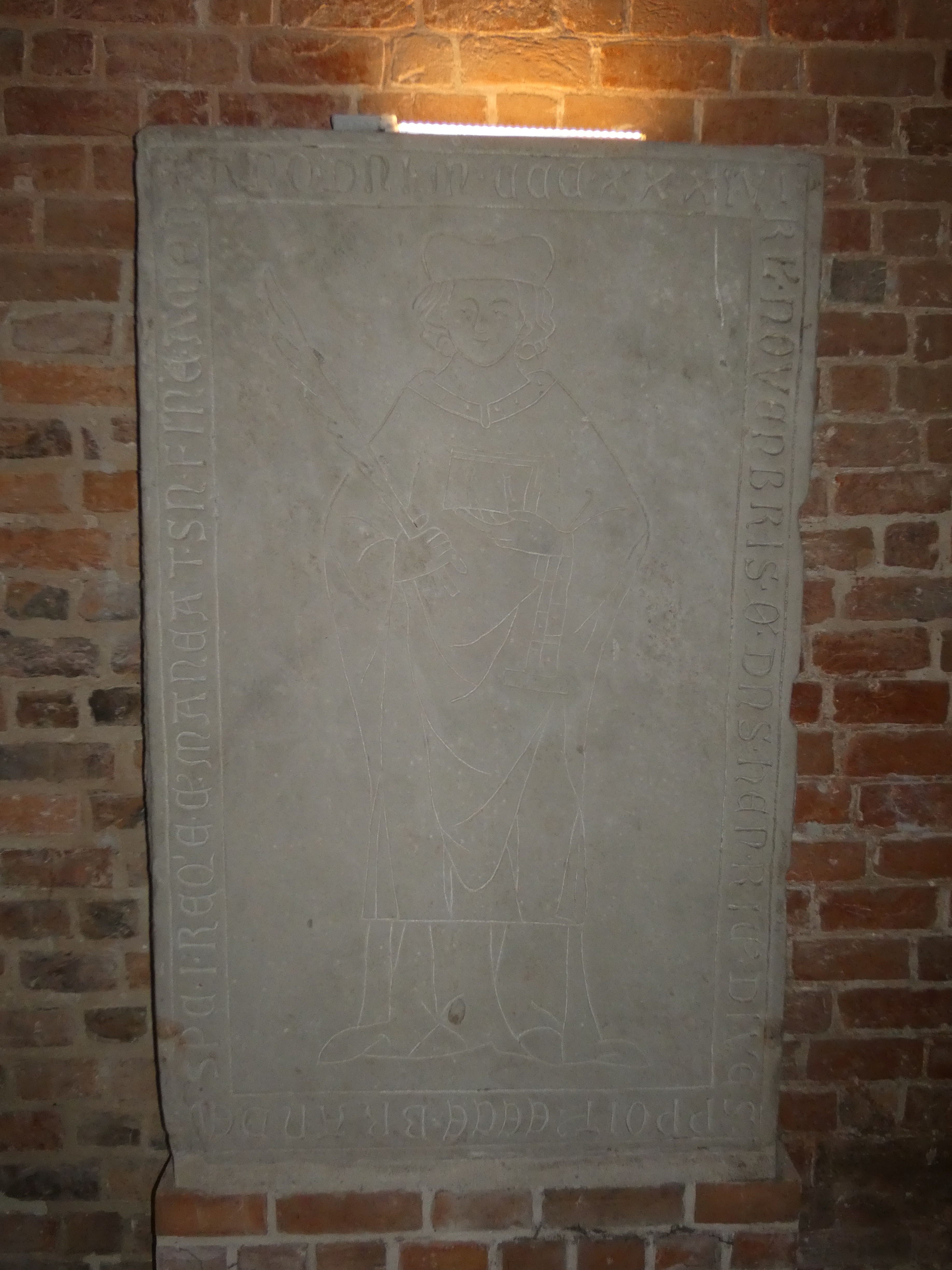
Grabplatte mit Darstellung Heinrich von Reiche, Dom zu Brandenburg

Heinrich Reiche († 27. Oktober 1331) war Propst des Doms zu Brandenburg und Konservator des Klosters Dargun.

## Leben und Wirken
Heinrich Reiche wurde am 7. Juni 1326 zum Propst des Brandenburger Doms ernannt. Weiterhin wurde er als Konservator des Klosters Dargun beschrieben. Nach seinem Tode wurde er im Mittelschiff der Domkirche Brandenburgs beerdigt. Später wurde seine gut erhaltene Grabplatte im Kreuzgang aufgestellt. Sie zeigt Heinrich in einer Ritzzeichnung im Ornat mit Buch und Zuchtrute. Die umlaufende fehlerhafte lateinische Schrift ist ebenfalls gut erhalten.